# Michael Frede
Michael Frede, né le 31 mai 1940 – mort le 11 août 2007 à Agios Minas (Itea, Grèce), est un éminent spécialiste de la philosophie antique, décrit par The Telegraph comme l'« un des universitaires les plus importants et aventureux de la philosophie antique de ces derniers temps ».

## Publications (sélection)
- Pradikation und Existenzaussage: Platons Gebrauch von "...ist..." und "...ist nicht..." im Sophistes, 1967
- Die Stoische Logik, 1974
- Galen. Three Treatises on the Nature of Science (avec Richard Walzer), 1985
- Essays in Ancient Philosophy, 1987
- Aristoteles 'Metaphysik Z': Text, Übersetzung und Kommentar, 2 vols (avec Günther Patzig), 1988
- The Original Sceptics: A Controversy (avec Myles Burnyeat), 1997
- Rationality in Greek Thought (avec Gisela Striker), 1999
- Pagan Monotheism in Late Antiquity (avec Polymnia Athanassiadi), 2001
- Aristotle’s Metaphysics Book Lambda (avec David Charles), 2001
- A Free Will: origins of the notion in ancient thought (edité par A. A. Long avec une préface de David Sedley), 2011

## Source de la traduction
- (en) Cet article est partiellement ou en totalité issu de l’article de Wikipédia en anglais intitulé « Michael Frede » (voir la liste des auteurs).